# Jonathan Harvey (compositor)
Jonathan Harvey   (Warwickshire, 3 de maig de 1939 - Lewes, 4 de desembre de 2012) va ser un compositor britànic. Va ocupar llocs docents en universitats i conservatoris de música a Europa i els Estats Units i va ser convidat sovint a ensenyar en escoles d'estiu de tot el món.

## Vida
Harvey va néixer a Sutton Coldfield, i va estudiar al St John's College, Cambridge, i finalment va obtenir el doctorat. També va prendre lliçons particulars amb Erwin Stein i Hans Keller per consell de Benjamin Britten. El 1969 va assumir la beca "Harkness" a la Universitat de Princeton. A la dècada de 1980 Harvey va produir molta música a l'IRCAM després de rebre una invitació de Pierre Boulez per treballar-hi.
A l'IRCAM, Harvey va produir obres com Speinters, una composició per a gran orquestra i electrònica, en col·laboració amb l'artista de so i compositor Gilbert Nouno i els investigadors Arshia Cont i Grégoire Carpentier. El concepte de la peça era "fer parlar una orquestra". IRCAM és conegut per a l'anàlisi del discurs i en aquesta peça es va desenvolupar una tecnologia especial per permetre l'anàlisi del discurs en un context orquestral, utilitzant algoritmes complexos que poden processar múltiples combinacions possibles en un entorn d'orquestra. El programa "Orchidée" va computar aquestes anàlisis i va proporcionar possibles orquestracions al compositor.
Del 2005 al 2008, Harvey va ocupar el càrrec de compositor en associació amb la BBC Scottish Symphony Orchestra. El 2009 va ser compositor en residència al festival de música contemporània de Huddersfield. Va morir, amb 73 anys, a Lewes.

## Escrits
- 1975. La música de Stockhausen: una introducció. Berkeley i Los Angeles: University of California Press. ISBN 0-520-02311-0.
- 1976. Llum interior.[3] The Musical Times 117, núm. 1596 (febrer): 125–27.
- 1981. Ferneyhough. Londres: Edició Peters.
- 1983. Noves indicacions: un manifest. Sondatges: A Music Journal 11 (Hivern): 2-13.
- 1999a. Música i inspiració, editat per Michael Downes. Londres i Nova York: Faber i Faber. ISBN 0-571-20025-7.
- 1999b. In Quest of Spirit: Pensaments sobre la música. Les conferències de Bloch. Amb enregistrament de so compacta. Berkeley i Los Angeles: University of California Press. ISBN 0-520-21392-0. Edició francesa, com a Pensées sur la musique: la quête de l'esprit, traduïda per Mireille Tansman Zanuttini en col·laboració i amb una introducció de Danielle Cohen-Levinas. París: L'Harmattan, 2007. ISBN 2-296-03753-4. Edició espanyola, com a Música e inspiración, traduïda per Carme Castells. Barcelona: Global Rhythm Press, 2008; ISBN 978-84-96879-31-7, ISBN 84-96879-31-3
- 2007, amb Jean-Claude Carrière. Cercles del silenci. La sèrie de Cahiers núm. 3. [París]: Centre per a Escriptors i Traductors, Arts Arena, AUP; Lewes [Anglaterra]: Sylph Editions. ISBN 0-9552963-3-1.